# Gumla (distrikt)
Gumla är ett distrikt i Indien.   Det ligger i delstaten Jharkhand, i den centrala delen av landet, 1 000 km sydost om huvudstaden New Delhi. Antalet invånare är 1 025 213.